# 儿岛高德

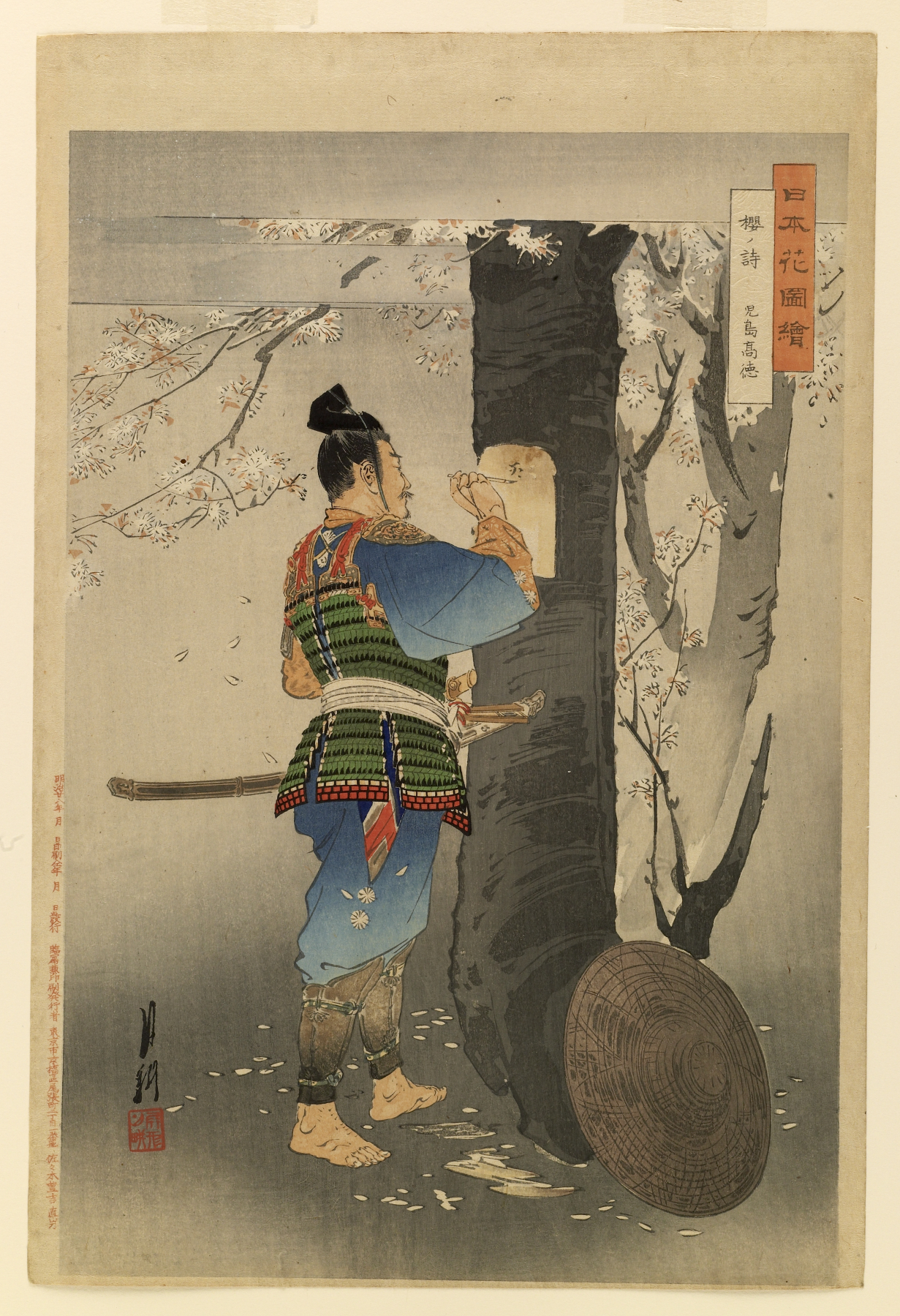
儿岛高德樱树留诗，尾形月耕绘

儿岛高德（日语：児島高徳，1312年—1382年）是日本镰仓时代的武士，忠於后醍醐天皇，反對幕府的統治。他的事迹仅见于《太平记》，历史上是否真有其人存在争议，有人認爲其就是《太平记》的作者小島法師。

## 生平
據《太平记》記載，儿岛高德1312年出生在備前国兒島郡林村（現岡山縣倉敷市），曾任備後守，1331年后醍醐天皇倒幕失敗被流放到隐岐，儿岛高德埋伏于車駕必經之地試圖将其救出，一度潜入后醍醐天皇在美作国的行在，由於幕府戒備森嚴而未能接近天皇的屋子，於是于庭园前的樱树上刻上“天莫空勾践，时非无范蠡”。最後追隨天皇，乘船前往隐岐的知夫里岛。
元弘三年（1333年）後醍醐天皇在名和長年等人的幫助下逃離隱岐，在伯耆國船上山（今鳥取縣東伯郡琴浦町）舉兵討幕。儿岛高德与養父范长等族人立刻赶去船上山。京都六波罗探題以佐佐木清高为大将，進攻船上山，儿岛高德率軍擊退敵軍。此後新田義貞在上野國（今群馬縣）舉兵，攻陷鐮倉，鐮倉幕府滅亡，六波罗探题则被足利尊氏攻灭。赤松氏和楠木氏迎接後醍醐天皇回京復位，建武中兴成功之后，后醍醐天皇將兒島家族舊日的領地備前國鳥取（現岡山県赤磐市）賜給了儿岛高德。
延元元年（1336年）足利尊氏反叛，备前、备中支持足利尊氏的勢力占據了福山城（都洼郡山手村）。儿岛高德与支持天皇的勢力进攻福山城，战败后藏身山林。支持天皇的將領新田义贞起兵後，兒島高德及其族人在熊山举兵投靠新田义贞。在兒島高德的帮助下，新田义贞手下的将领大井田氏经占领了福山城，戰鬥中兒島高德中箭坠马而身受重伤。後福山城重新被幕府奪取，因伤难以行动的兒島高德在赤穗郡坂越的一位僧人的帮助下藏了起来，養父范长及其部屬在高砂附近被追击的幕府軍全歼。新田义贞奉皇太子恒良亲王退往北陆道，兒島高德亦追随新田义贞前往北陆。
延元三年（1338年）新田义贞战死，兒島高德追随新田义贞的弟弟胁屋义助於兴国三年（1342年）转战伊予国。胁屋义助病死之后，兒島高德潛回备前隐居。兴国四年（1343年）与新田义贞的族人义治一起联络丹波的荻野朝忠图谋举兵，事情败露后兒島高德与义治一起從海上逃到京都，計劃刺殺足利尊氏兄弟，但计划再次败露，二人逃往信浓。不久兒島高德出家為僧，改名儿岛三郎入道志纯，約在1382年去世。

## 身後
1883年（明治16年）8月6日贈正四位，1903年（明治36年）11月13日贈從三位。